# 축산항초등학교 경정분교
축산항초등학교 경정분교는 대한민국 경상북도 영덕군에 있었던 공립 초등학교이다.

## 학교 연혁
- 1916년 8월 3일 사립 경신학원 설립인가
- 1934년 10월 5일 폐원
- 1941년 4월 12일 축산공립국민학교 경정분교장 개교
- 1956년 3월 6일 경정국민학교 승격 분리
- 1985년 3월 1일 병설유치원 개원
- 1996년 3월 1일 경정초등학교로 개칭
- 1999년 9월 1일 축산항초등학교 분교장 격하 편입
- 2023년 3월 1일 폐교

## 참고 자료
- 축산항초등학교경정분교장 - 한국교육학술정보원 학교알리미